# Romagnieu
Romagnieu település Franciaországban, Savoie megyében. Lakosainak száma 1732 fő (2022. január 1.). Romagnieu Aoste, Belmont-Tramonet, Domessin, Le Pont-de-Beauvoisin, Les Abrets-en-Dauphiné, Chimilin, Le Pont-de-Beauvoisin, Pressins és Saint-Genix-les-Villages községekkel határos.

## Népesség
A település népessége az elmúlt években az alábbi módon változott:
| Lakosok száma | 931  | 993  | 1122 | 1374 | 1538 | 1560 | 1580 | 1584 | 1636 | 1732 |
|               | 1968 | 1982 | 1990 | 2006 | 2013 | 2015 | 2017 | 2019 | 2020 | 2022 |